# Eljašiv
Eljašiv (hebrejsky אֶלְיָשִׁיב, v oficiálním přepisu do angličtiny Elyashiv) je vesnice typu mošav v Izraeli, v Centrálním distriktu, v Oblastní radě Emek Chefer.

## Geografie
Leží v nadmořské výšce 21 metrů v hustě osídlené a zemědělsky intenzivně využívané pobřežní nížině respektive Šaronské planině. Západním směrem nedaleko od vesnice protéká vodní tok Nachal Alexander.
Obec se nachází 5 kilometrů od břehu Středozemního moře, cca 34 kilometrů severoseverovýchodně od centra Tel Avivu, cca 49 kilometrů jihojihozápadně od centra Haify a 8 kilometrů jižně od města Chadera. Eljašiv obývají Židé, přičemž osídlení v tomto regionu je etnicky převážně židovské. Vesnice vytváří společně s okolními obcemi Ge'ulej Tejman, Bejt Chazon, Kfar ha-Ro'e, Chibat Cijon, Cherev le-Et, Ejn ha-Choreš, Giv'at Chajim Ichud, Giv'at Chajim Me'uchad a Chogla téměř souvislou aglomeraci zemědělských osad. Tento urbanistický celek je navíc na severu napojen na město Eljachin.
Eljašiv je na dopravní síť napojen pomocí místních komunikací v rámci zdejší aglomerace zemědělských vesnic. Na západním okraji obec míjí dálnice číslo 4.

## Dějiny
Eljašiv byl založen v roce 1933. Zakladateli vesnice byla skupina 20 židovských přistěhovalců z Jemenu. Ti se zde usadili 13. listopadu 1933. Šlo o první osadu, kterou si jemenitští Židé v tehdejší mandátní Palestině zřídili sami. 26. října 1933 oznámil Židovský národní fond, že uzavřel s jejich zástupci dohodu o předání 900 dunamů (0,9 kilometru čtverečního) do jejich správy. Zpočátku zde osadníci pobývali v provizorních podmínkách, přespávali pod otevřeným nebem.
Před rokem 1949 měl Eljašiv rozlohu katastrálního území 979 dunamů (0,979 kilometru čtverečního).

## Demografie
Podle údajů z roku 2014 tvořili naprostou většinu obyvatel v Eljašiv Židé (včetně statistické kategorie "ostatní", která zahrnuje nearabské obyvatele židovského původu ale bez formální příslušnosti k židovskému náboženství).
Jde o menší sídlo vesnického typu s dlouhodobě rostoucí populací. K 31. prosinci 2014 zde žilo 723 lidí. Během roku 2014 populace stoupla o 4,9 %.
| Rok            | 1948 | 1961 | 1972 | 1983 | 1995 | 2001 | 2003 | 2004 | 2005 | 2006 | 2007 | 2008 | 2009 | 2010 | 2011 | 2012 | 2013 | 2014 |
| -------------- | ---- | ---- | ---- | ---- | ---- | ---- | ---- | ---- | ---- | ---- | ---- | ---- | ---- | ---- | ---- | ---- | ---- | ---- |
| Počet obyvatel | 391  | 435  | 416  | 421  | 416  | 436  | 449  | 452  | 468  | 487  | 509  | 511  | 578  | 592  | 628  | 655  | 689  | 723  |